# Ananias, Azarias et Misaël
Pour les articles homonymes, voir Ananias et Azarias.

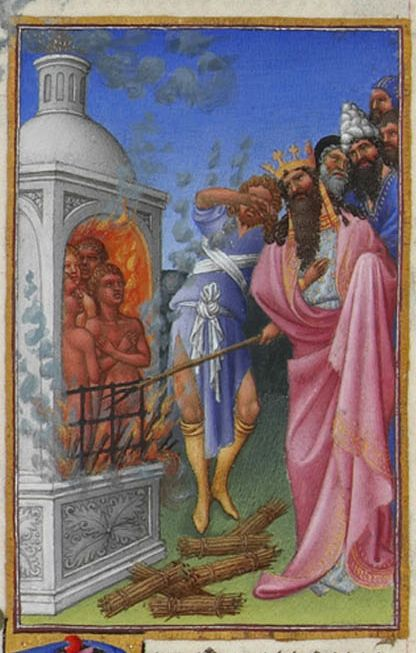
Les Trois Jeunes Gens dans la fournaise, Les Très Riches Heures du duc de Berry.

Ananias, Azarias et Misaël (en hébreu : חנניה, עזריה ומישאל Hanania, Azaria vèMishaël) de leur nom hébreu, appelés Shadrach, Meshach et Abednego en araméen et en arménien, sont les personnages centraux du troisième chapitre du Livre de Daniel, également mentionnés dans la première partie du livre.
Appelés collectivement les trois jeunes gens de Babylone ou les trois jeunes Hébreux, ces compagnons du prophète Daniel sont jetés vivants dans une fournaise, sur l'ordre de Nabuchodonosor II. Un ange du Seigneur leur apparaît et ils en ressortent vivants, ce qui convertit le roi païen au Dieu d'Israël (Dn 3. 8-30).  
Cet épisode a été représenté à de multiples reprises dans l'iconographie chrétienne.
Dans l'Église orthodoxe, ces trois jeunes gens sont des saints fêtés conjointement avec Daniel le 17 décembre.

## Histoire
C'étaient « de jeunes garçons sans défaut corporel, beaux de figure, doués de sagesse, d’intelligence et d’instruction, capables de servir dans le palais du roi, et à qui l’on enseignerait les lettres et la langue des Chaldéens » (Dn 1. 4). 
Au chapitre 2, ce sont les « compagnons de Daniel » dans l'histoire du colosse aux pieds d'argile, rêve que fait le roi Nebucadnetsar (Nabuchodonosor II) et que le prophète Daniel réussit à interpréter. 
Au chapitre 3, ils sont trois jeunes Juifs à qui le roi Nabuchodonosor II a remis l’intendance de la province de Babylone mais qui refusent de se prosterner devant une statue d'or élevée sur son ordre. Furieux, il les fait jeter dans la fournaise ardente, et un quatrième « homme », un ange du Seigneur, apparaît au milieu d'eux. Ils ressortent des flammes vivants, ce qui convertit le roi idolâtre au Dieu d'Israël (Dn 3. 8-30).    

## Postérité

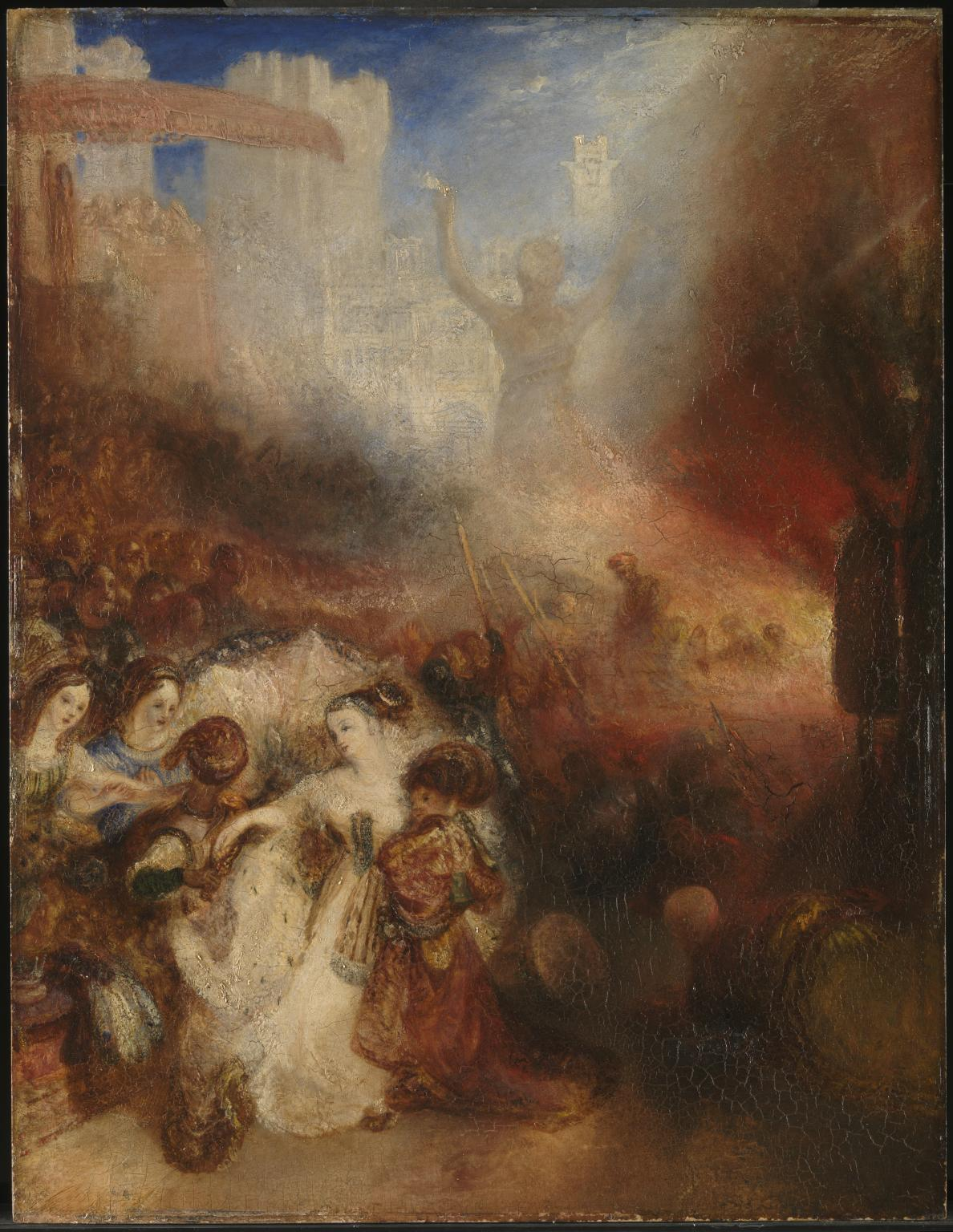
Les Trois Jeunes Gens dans la fournaise, par Joseph Turner (1832), Tate Britain.

Cet épisode a été repris dans un texte apocryphe du IIe ou Ier siècle av. J.-C., intitulé Prière d'Azarias et Cantique des trois jeunes gens (en), lui-même adapté par Benjamin Britten sous le titre de The Burning Fiery Furnace, sur un livret de William Plomer.
Le texte grec de Théodotion du chapitre 3 du Livre de Daniel contient une centaine de versets, au lieu des 30 de la version hébraïque. Ce texte complémentaire ne figure que dans le canon deutérocanonique catholique et orthodoxe. On y trouve principalement l'ajout des deux cantiques apocryphes. Après le premier Cantique d'Azarias (Dn. 3, 26-45), « Azarias et ses compagnons » sont cités (Dn. 3, 49), et dans le second Cantique des trois enfants dans la fournaise (Dn. 3, 52-90), « Ananias, Azarias et Misaël » (Dn. 3, 88) sont cités. 
Dans l'office de matines (orthros) byzantin, le premier de ces deux cantiques est la base de la septième ode du canon, le deuxième est la base de la huitième ode. Le Samedi saint byzantin, ce passage est lu comme quinzième et dernière parémie aux vêpres (le deuxième cantique, à la fin, est lu en alternance avec le verset « Chantez le Seigneur et exaltez-le dans tous les siècles » chanté par le chœur.)

## Galerie

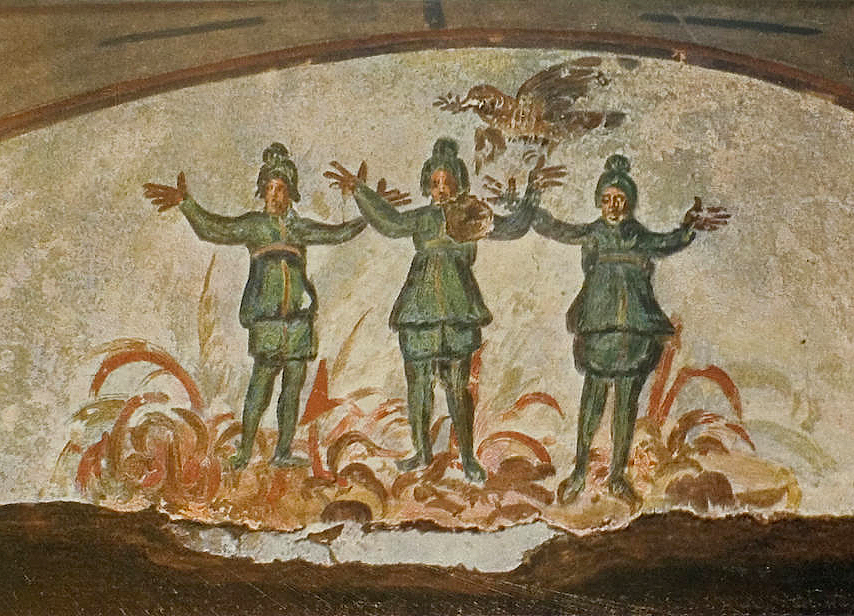
Catacombe de Priscille, Rome.
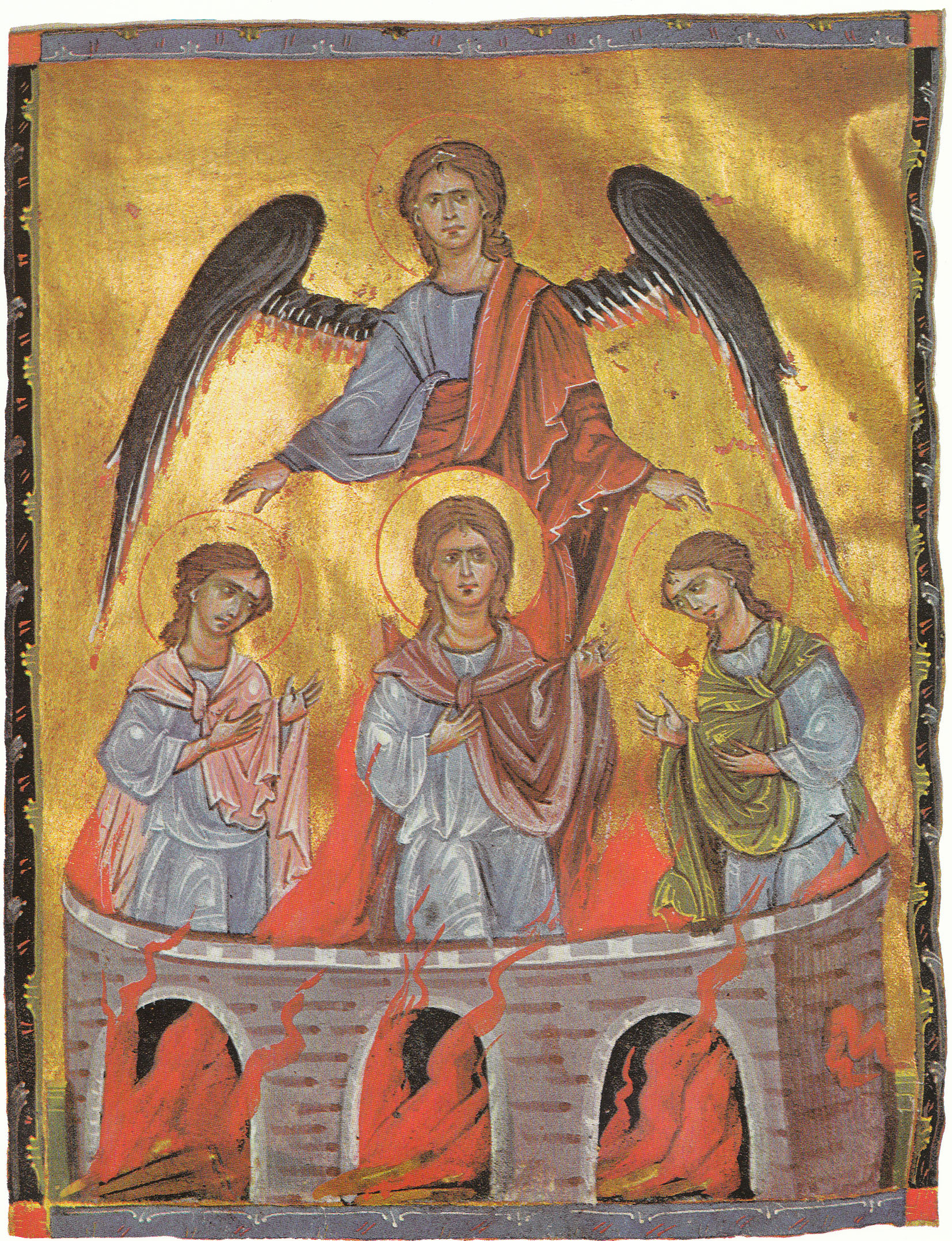
Miniature de Toros Roslin.
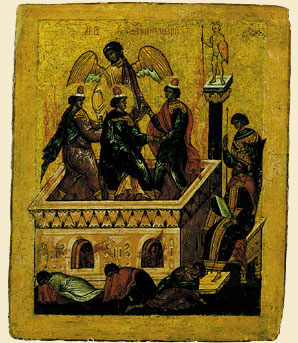
Icône, école de Novgorod.
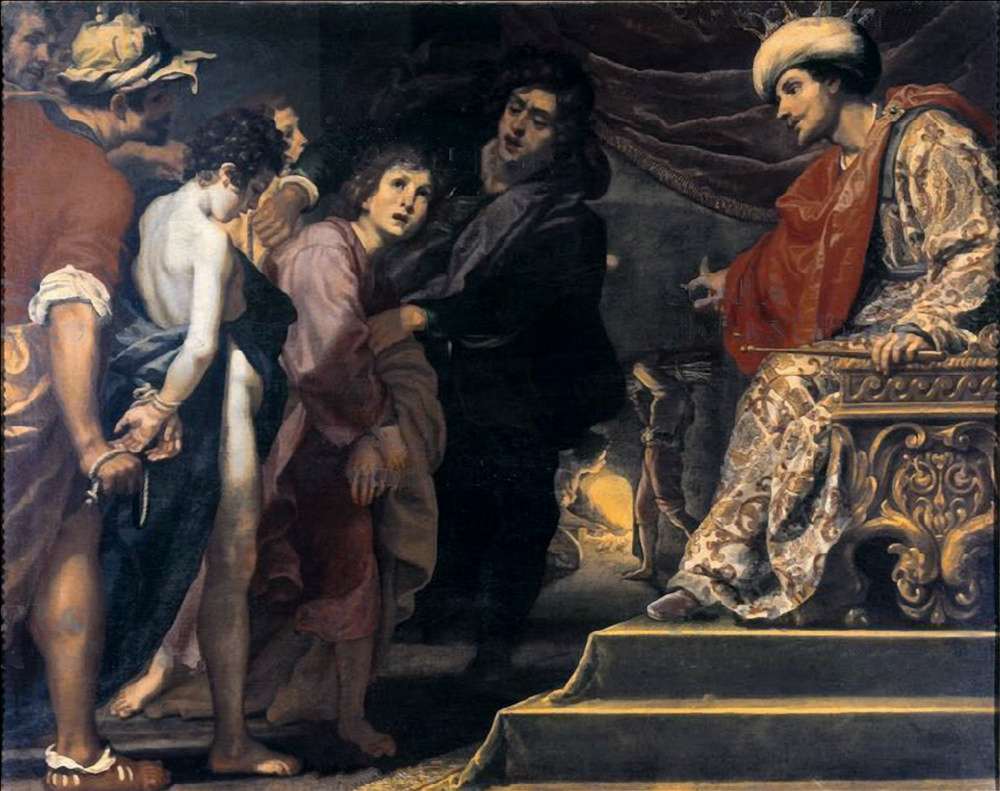
Matteo Rosselli,  palais Pitti, Florence.
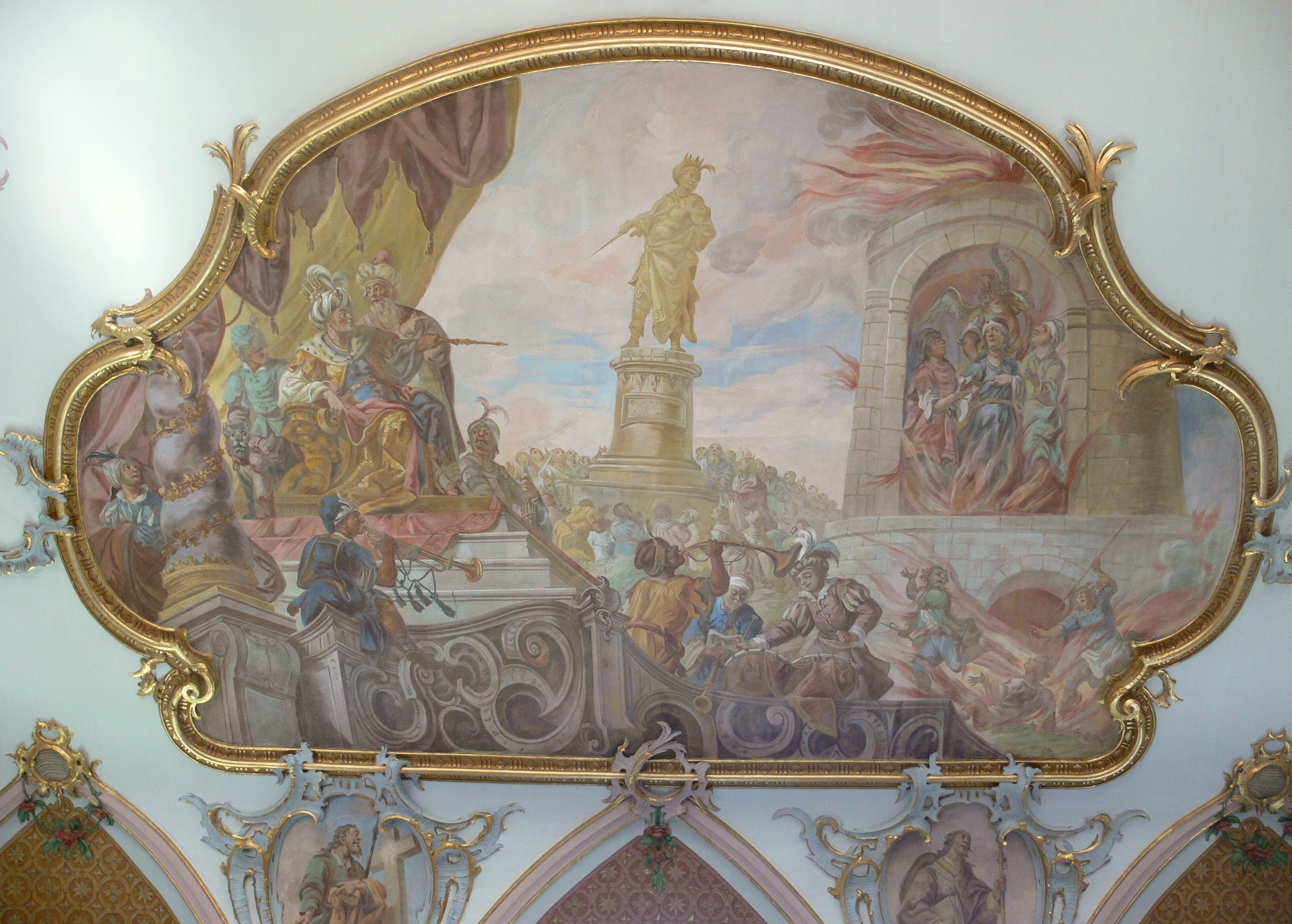
Franz Joseph Hermann (it), Les Jeunes Gens dans la fournaise ardente, 1771-1777, église Saint-Pancrace de Wiggensbach.

## Sources
- « Le cantique des trois jeunes gens », La Croix, 28 février 2015